# Lichtowanie
Lichtowanie (odlichtowanie) – operacja polegająca na częściowym (rzadziej całkowitym) rozładunku   statku, dokonanym zazwyczaj poza portem w celu zmniejszenia zanurzenia statku. Umożliwia to wejście do portu, w którym maksymalna głębokość jest mniejsza niż zanurzenie statku całkowicie załadowanego lub zejście statku z mielizny. Ładunek przeładowuje się na mniejszą jednostkę pływającą, (lichtugę). Metoda ta jest bardzo kosztowna i wymaga zaangażowania większej ilości ludzi lub pływającego dźwigu. Obecnie rzadko spotykana w żegludze handlowej, pozostaje często jedynym sposobem uwolnienia statku z mielizny.